# حسام أبو داود
حسام أبو داود واسمه الكامل "حسام بن أحمد بن سليمان بن أحمد بن سليمان بن داود بن علي بن خضر الحضيري أبو داود" (ولد عام 1385 في مدينة جدة غرب السعودية) هو لاعب كرة قدم سعودي سابق لعب كمهاجم في النادي الأهلي السعودي قرابة الـ11 عاماً حقق خلالها عدد من البطولات.
وهو من عائلة رياضية معروفة، إذ أن والده أحمد أبو داود كان يلعب في النادي الاهلي, وزامل شقيقه الأصغر باسم أبو داود في الفريق الاهلاوي, كما أن عمه عبد الرزاق أبو داود كان لاعباً معروفاً في النادي الأهلي والمنتخب السعودي.

## مسيرته الكروية
بدأ حسام أبو داود مسيرته الكروية كمهاجم في فريق الناشئين بالاهلي وتدرج معه حتى لعب أول مباراة عام 1402هـ مع الفريق الأول في بطولة الدوري وكان يتميز برأسياته القوية.
ساهم في تحقيق أربع بطولات مع الفريق الأول بالأهلي, أولها كأس المصيف عام 1402هـ, وكأس الملك 1403هـ ,وبطولة الدوري السعودي عام 1404هـ, وبطولة كأس الخليج الثالثة للأندية عام 1405هـ.
لعب مع الأهلي ما يقارب 200 مباراة في 11 عاماً ساهم في أكثر من 100 هدف بين صناعة وتسجيل وسجل من خلالها 74 هدفاً, وهو يعد من الهدافين التاريخيين في النادي الأهلي حيث مركزه الخامس بالترتيب بعد النجم السوري عمر السومة والهداف طلال المشعل والبرازيلي فيكتور سيموس والأسطورة أمين دابو.
وحسام مثل جميع المنتخبات السعودية, ولعب مع المنتخب الأول في عام 1406هـ وكان مهاجماً إلى جانب الاسطورة ماجد عبد الله ولعب قرابة 12 مباراة سجل فيها هدفين كان أحدهما في نهائي كأس الأفرو آسيوية أمام منتخب الكاميرون
في عام 1413هـ قرر اعتزال كرة القدم وكانت مباراة فريقه مع الشباب في دوري عام 1413هـ هي الأخيرة له حيث انتهت المباراة بالتعادل السلبي, وأقام له النادي الاهلي حفل اعتزال عام 1416هـ أمام فريقا أمريكا منيرو البرازيلي بمشاركة نخبة من نجوم الكرة السعودية.
بعد ذلك انتقل للعمل الإداري وتحديداً عام 1418هـ كمدير للفريق الأول الاهلاوي واستمر حتى نهاية موسم 1420هـ.

## إنجازاته مع الأهلي

### مع الفئات السنية
- الدوري الممتاز للناشئين 1401هـ.
- الدوري الممتاز للشباب 1402هـ.

### مع الفريق الأول
- كأس الأمير فيصل بن فهد للمصيف 1402هـ
- بطولة الدوري 1404هـ.
- كأس جلالة الملك 1403هـ.
- كأس الخليج الثالثة للأندية 1405هـ.

### الفردية
- هداف الدوري الممتاز للناشئين 1401هـ.
- هداف الدوري السعودي الممتاز 1404هـ.
- ثالث هدافي الدوريات العربية 1404هـ وحاصل على الحذاء البرونزي.
- هداف كأس الملك 1405هـ.
- خامس هدافي النادي الأهلي تاريخيًا بـ 74 هدفًا.
- الهداف التاريخي للنادي الأهلي في مواجهات الديربي أمام الإتحاد.